# SN 2007ig
SN 2007ig – supernowa odkryta 10 września 2007 roku w galaktyce M-01-05-02. W momencie odkrycia miała maksymalną jasność 18,60m.